# Wilhelm Gliese
Wilhelm Gliese (21 de junio de 1915 - 12 de junio de 1993) fue un astrónomo alemán. Se le conoce por su Catálogo Gliese de las Estrellas Cercanas, y muchas estrellas se conocen por el nombre que proviene de él, como la Gliese 581 y Gliese 710.

## Biografía
Gliese nació en Goldberg, ahora en la Silesia polaca, hijo del juez Wilhelm Gliese. Trabajó en el Astronomisches Rechen-Institut, primero en Berlín y luego en Heidelberg. Cuando era estudiante, el astrónomo holandés Peter van de Kamp lo alentó a estudiar las estrellas cercanas, lo que hizo por el resto de su vida.
Su investigación astronómica se vio interrumpida durante la Segunda Guerra Mundial cuando fue reclutado en la Wehrmacht alemana en 1942 y enviado al Frente Oriental. En 1945, los soviéticos lo hicieron prisionero y no lo dejaron en libertad hasta 1949. Finalmente reanudó su investigación en el Instituto, que el ejército de Estados Unidos había trasladado a Heidelberg después de la guerra. Aunque se retiró nominalmente en 1980, continuó su investigación en el Instituto hasta su muerte en 1993.

## Catálogo Gliese
Es conocido por su Catálogo de estrellas cercanas, publicado originalmente en 1957 y nuevamente en 1969. Algunas estrellas se conocen principalmente por el número de catálogo que les dio, como Gliese 581 y Gliese 710. Las estrellas del catálogo de Gliese son objetivos frecuentes de estudio debido a su proximidad a la Tierra, como lo sugiere su alto movimiento propio. Gliese publicó dos versiones preliminares a este catálogo en 1979 y 1991 en colaboración con Hartmut Jahreiß.

## Reconocimientos
- Muchas de las estrellas cercanas al sistema solar son comúnmente conocidas por su número de Catálogo Gliese.

- El asteroide (1823) Gliese, descubierto por el astrónomo Karl Reinmuth en 1951 fue nombrado en su honor.